# Kill 'Em All
Kill 'Em All là album phòng thu đầu tay của ban nhạc heavy metal người Mỹ Metallica, được phát hành vào ngày 25 tháng 7 năm 1983 thông qua hãng thu âm độc lập Megaforce Records. Sau khi ra đời vào năm 1981, Metallica bắt đầu sự nghiệp bằng những buổi diễn ở các câu lạc bộ địa phương tại Los Angeles. Họ thu một số đĩa demo để thu hút sự chú ý từ các chủ câu lạc bộ và sau cùng chuyển đến San Francisco để chắc chắn có được sự phục vụ của nghệ sĩ bass Cliff Burton. Đĩa demo No Life 'til Leather (1982) của nhóm lấy được sự chú ý của chủ hãng thu âm  Megaforce là Jon Zazula; ông ký hợp đòng với họ và cung cấp khoản kinh phí 15.000 đô la Mỹ (USD) để thu âm. Album được thu âm vào tháng 5 với nhà sản xuất Paul Curcio tại Music America Studios ở Rochester, New York. Ban đầu họ định đặt tựa album là Metal Up Your Ass, với tấm bìa hình một bàn tay cầm con dao găm bỗng xuất hiện từ bồn cầu vệ sinh. Zazula thuyết phục ban nhạc đổi tên đĩa nhạc vì các nhà phát hành lo sợ việc phát hành album với tựa và bìa phản cảm như vậy sẽ làm cho nhạc phẩm giảm đi cơ hội thành công về mặt thương mại.
Metallica quảng bá album bằng Kill 'Em All for One - tour diễn kéo dài hai tháng mà họ chia chung suất diễn chính với ban nhạc heavy metal người Anh Raven ở Hoa Kỳ. Trong album còn có hai đĩa đơn: "Whiplash" và "Jump in the Fire". Tuy lượng đĩa bán ra chỉ là 15.000 bản ở Hoa Kỳ, album đã tiêu thụ 60.000 bản trên toàn thế giới tính đến tour diễn Seven Dates of Hell ở châu Âu của Metallica vào năm 1984. Mãi đến năm 1986, album mới lọt được vào bảng Billboard 200, khi vươn đến vị trí số 155 (hạng cao nhất), sau khi Metallica gặt hái thành công thương mại với album phòng thu thứ ba Master of Puppets; đĩa nhạc tái bản của Elektra (1988) đã giành được vị trí thứ 120. Kill 'Em All được giới phê bình tán dương ở thời điểm ra mắt album và từ đó được xem là album bước ngoặt của thể loại thrash metal, bởi nhạc phẩm sở hữu "trình bày nhạc chặt chẽ, kết hợp những đoạn riff của làn sóng mới của nhạc heavy metal Anh với tiết tấu hardcore punk". Trong phần tái đánh giá, tác phẩm cũng được liệt vào danh sách album hay nhất của một vài ấn phẩm. Cách tiếp cận và ca từ của album có sự khác biệt rõ rệt với thị trường nhạc rock đại chúng ở đầu thập niên 1980 và truyền cảm hứng cho một số ban nhạc theo đuổi con đường tương tự. Đĩa nhạc nhận được ba chứng nhận Bạch kim của Hiệp hội Công nghiệp Ghi âm Hoa Kỳ (RIAA) vào năm 1999 nhờ đã tiêu thụ ba triệu bản tại Hoa Kỳ.

## Hoàn cảnh ra đời và thu âm

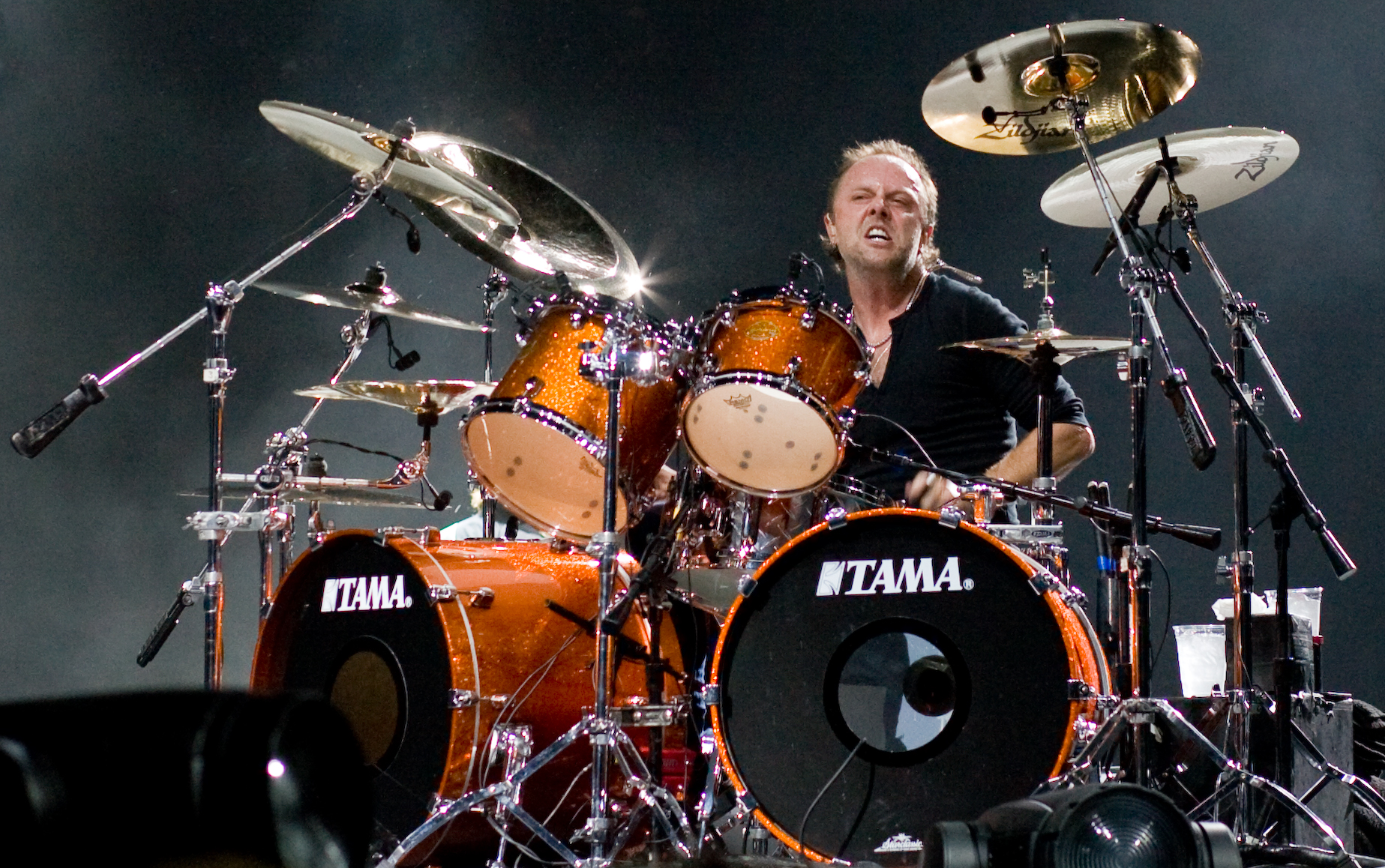
Lars Ulrich (ảnh chụp năm 2008) thành lập Metallica nhờ một quảng cáo đăng trên tạp chí The Recycler. Anh chọn ra tên ban nhạc từ danh sách gợi ý các tên của người bạn Ron Quintana cho tạp chí sắp ra mắt của anh ấy. Ulrich đề xuất cho bạn mình lấy tên Metal Mania, còn bản thân bí mật muốn sử dụng Metallica cho tên ban nhạc của mình.

Metallica do tay trống Lars Ulrich và giọng ca kiêm nghệ sĩ rhythm guitar James Hetfield thành lập vào năm 1981 tại Los Angeles. Trước khi chốt đội hình chính thức, chủ hãng thu âm Metal Blade Records, Brian Slagel đề nghị Metallica thu một bài hát cho lần phát hành đầu tiên của đĩa tuyển tập Metal Massacre. Hetfield và Ulrich chọn bài "Hit the Lights" từ Leather Charm (ban nhạc cũ của Ron McGovney - bạn của Ulrich và Hetfield) và thu bài đó với Hetfield hát, McGovney chơi bass, và nghệ sĩ guitar thời vụ Lloyd Grant trình bày. Đội hình đầu tiên của ban nhạc gồm Hetfield, Ulrich, McGovney và nghệ sĩ guitar Dave Mustaine (anh được nhận qua một quảng cáo đăng trên báo). Ban nhạc tập luyện tại ga-ra của McGovney và tìm kiếm suất diễn tại các câu lạc bộ địa phương. Show đầu tiên của Metallica diễn ra vào ngày 14 tháng 3 năm 1982 tại Radio City ở Anaheim. Danh sách tiết mục gồm chín ca khúc, trong đó hai bài là nguyên tác ("Hit the Lights" và một bản chưa hoàn thiện của "Jump in the Fire" từ Panic - ban nhạc cũ của Mustaine) và cover các ban nhạc thuộc trào lưu làn sóng mới của nhạc heavy metal Anh (NWOBHM) như Diamond Head, Blitzkrieg, Savage và Sweet Savage. Show diễn không diễn ra suôn sẻ như dự định, vì Mustaine gặp vấn đề với phơ đạp hiệu ứng distortion của guitar, và đàn bị đứt dây trong khi thể hiện một bài hát. Show diễn thứ hai Metallica được tổ chức vào ngày 27 tháng 3 năm 1982, tại hộp đêm Whisky a Go Go ở Hollywood, họ diễn mở màn cho Saxon. Tuy ban đầu Mötley Crüe dự kiến là ban đánh mở màn show, nhóm lại hủy lịch do danh tiếng của họ ngày càng lớn. Metallica thu đĩa demo gồm ba bài hát để thuyết phục của quản lý của tụ điểm cho phép ban nhạc đánh mở màn cho Saxon. Buổi hòa nhạc thứ ba của Metallica diễn ra vào tháng 4 năm 1982, lần đầu tiên bài "The Mechanix" (do Mustaine sáng tác trong giai đoạn anh gắn bó với Panic) được trình bày. Mustaine giao lưu với người hâm mộ ở những show đầu tiên của Metallica vì Hetfield là người ngại ngùng.
Nhằm thu hút sự chú ý của các chủ câu lạc bộ, Metallica đã thu đĩa demo Power Metal vào tháng 4 năm 1982, trong đĩa có bài "Motorbreath" bên cạnh các bài tự sáng tác mà họ từng trình bày. Logo in tên ban nhạc với chữ cái đầu và chữ cái cuối lớn hơn, in nghiêng kiểu phông serif, và do Hetfield thiết kế. Đĩa demo No Life 'til Leather được thu âm vào tháng 7 năm 1982, và sản phẩm đã gây tiếng vang trong giới buôn băng đĩa (tape trading) underground. No Life 'til Leather có một bản tái thu âm của "Hit the Lights", bài này xuất hiện trong ấn bản thứ hai của Metal Massacre, bên cạnh các bài hát mới như "Phantom Lord", "Seek & Destroy" và "Metal Militia". Khâu thu âm và xử lý hậu kỳ do Kenny Kane (chủ hãng thu âm nhạc punk High Velocity) tài trợ kinh phí, còn Ulrich và người bạn Pat Scott của anh phân phối sản phẩm.  Do mâu thuẫn với Mustaine, McGovney rời ban nhạc vào tháng 12. Ulrich ấn tượng trước màn thể hiện của Cliff Burton với ban Trauma tại The Troubadour ở West Hollywood, nên mời anh tham gia ban nhạc. Burton nhận lời với điều kiện Metallica phải chuyển tới vùng San Francisco. Sau khi chuyển đến El Cerrito vào tháng 2 năm 1983, ban nhạc nghỉ chân và tập luyện tại nhà của Mark Whitaker (quản lý của ban nhạc Exodus), họ gọi chỗ này là "Biệt thự của Metallica". Metallica định thu sản phẩm đầu tay ở Los Angeles qua hãng thu âm độc lập của Slagel với kinh phí 8.000 đô la Mỹ (24.722 đô la Mỹ vào năm 2023). Slagel không đủ tiền tài trợ sản xuất đĩa nhạc, nên Ulrich liên hệ với Jon Zazula (một chủ tiệm bán đĩa và nhà quảng bá sản phẩm của các ban nhạc heavy metal ở Bờ Đông tại New Jersey, ông từng nghe qua đĩa No Life 'til Leather). Metallica thuê một chiếc xe tải U-Haul và lái xe đến New Jersey vào cuối tháng 3 , và sau khi tới nơi, họ cho phép Zazula bán các bản thu của No Life 'til Leather để giúp ông gây dựng Megaforce Records vì không hãng đĩa nào muốn tài trợ thu âm album.

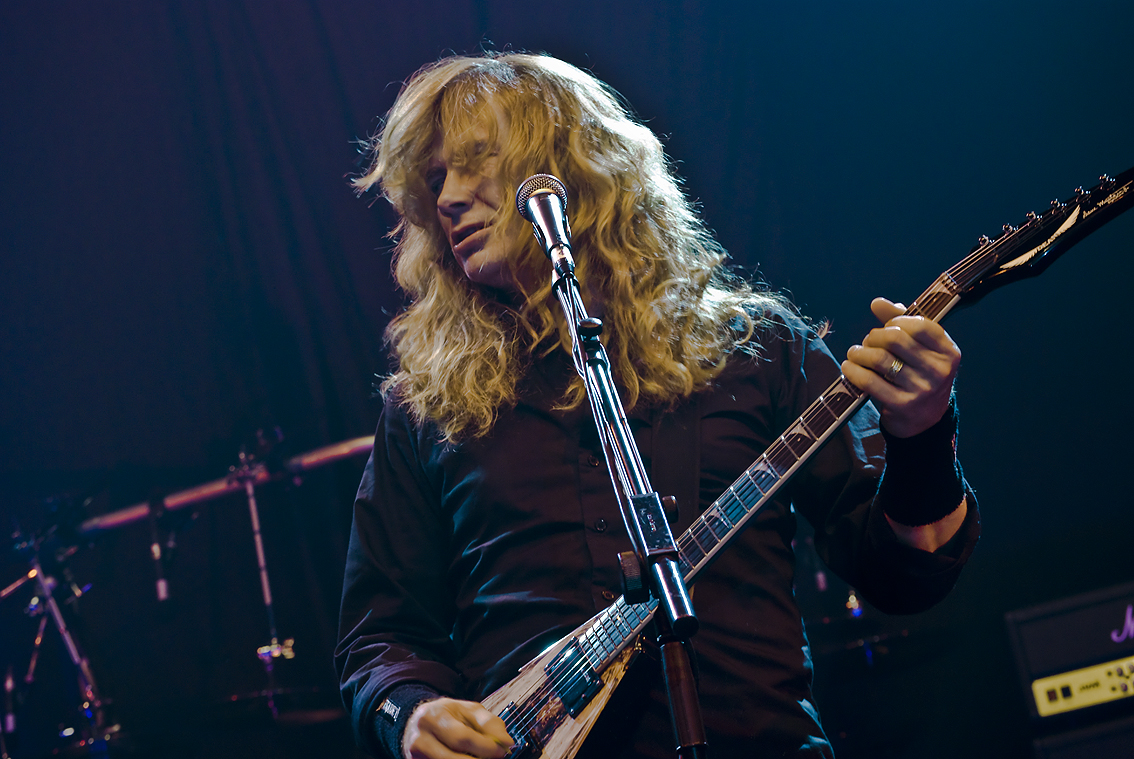
Dave Mustaine (ảnh chụp năm 2005) là thành viên đời đầu của Metallica, và đồng tác giả một số bài hát trong Kill 'Em All. Hành vi thất thường và bạo lực của Mustaine khiến anh bị trục xuất khỏi ban nhạc trước khi họ thu âm album.

Hetfield và Ulrich trục xuất Mustaine vào sáng ngày 11 tháng 4 sau một buổi diễn ở New York vì những anh này gặp những vấn đề về ma túy và rượu, hành xử hung hăng thái quá và ẩu đả với các đồng đội trong ban. Theo lời giới thiệu của Whitaker, Metallica tuyển mộ Kirk Hammett (chơi trong Exodus và từng là học trò của Joe Satriani). Hammett học chơi các bài hát trong chuyến bay đến New York và bắt đầu thu album với Metallica chỉ sau một tháng. Metallica gặp nhà sản xuất Paul Curcio tại Music America Studios ở Rochester và ghi album trong hai tuần. Do không có điều kiện thuê khách sạn trong các buổi ghi nháp, các thành viên đã trú tại nhà dân ở Rochester và Music Factory ở Jamaica, Queens - nơi Anthrax tổ chức các buổi tập. Curcio đã bố trí trang thiết bị phòng thu như thể anh đang thu âm cho một ban nhạc rock bình thường. Anh thấy những đĩa đầu tiên nghe quá nặng tiếng distortion và cố gắng điều chỉnh bằng cách vặn núm nhỏ xuống. Metallica không hài lòng với sự có mặt của Curcio, vì anh dường như chẳng hứng thú và ít tác động đến âm thanh. Tuy Zazula muốn Hammett bắt chước các khúc solo của Mustaine, song những khúc guitar solo của Hammett chỉ dựa trên một phần trên những khúc solo gốc của Mustaine, bốn tiết nhịp đầu tiên trong đa phần các đoạn solo là do Mustaine sáng tác trước khi anh rời ban. Bất chấp những mâu thuẫn kể trên, đóng góp của Mustaine cho những năm đầu tiên của Metallica vẫn được ghi nhận, và anh được ghi công đồng sáng tác bốn bài trong Kill 'Em All. Zazula không hài lòng với khâu trộn âm đầu tiên vì ông thấy tiếng trong nghe quá ồn, và tiếng guitar trong bản phối lại nghe quá nhỏ. Bản phối lại do kỹ sư thu âm Chris Bubacz phụ trách theo hướng dẫn của Zazula. Kinh phí cuối cùng để làm đĩa nhạc ước tính là 15.000 đô la Mỹ (46.354 đô la Mỹ vào năm 2023), tức gần như làm Zazula phá sản. Sau này ông kể: "Đây là số tiền tôi thế chấp để chi ra, chứ không phải số tiền tôi có để đầu tư". Zazula đã chật vật đi tìm nhà phát hành cho đĩa nhạc, song cuối cùng ông đã lần lượt thuyết phục được Relativity Records phân phối album ở Hoa Kỳ và Canada, còn Music for Nations phân phối album ở châu Âu.